# 斯托克頓峰
斯托克頓峰（英語：Stockton Peak），是南極洲的山峰，位於帕爾默地，處於卡特嶺西北面11公里的默里什冰川上游，以美國研究隊的生物學家命名，現時由南極條約體系管理。